# Severo-Evensky (huyện)
Huyện Severo-Evensky (tiếng Nga: Северо-Эвенский райо́н) là một huyện hành chính tự quản (raion), của Tỉnh Magadan, Nga. Huyện có diện tích 101379 kilômét vuông, dân số thời điểm ngày 1 tháng 1 năm 2000 là 3900 người. Trung tâm của huyện đóng ở Evensk.